# Liste der Baudenkmäler in Altenstadt (Oberbayern)
Auf dieser Seite sind die Baudenkmäler in der oberbayerischen Gemeinde Altenstadt zusammengestellt. Diese Tabelle ist eine Teilliste der Liste der Baudenkmäler in Bayern. Grundlage ist die Bayerische Denkmalliste, die auf Basis des Bayerischen Denkmalschutzgesetzes vom 1. Oktober 1973 erstmals erstellt wurde und seither durch das Bayerische Landesamt für Denkmalpflege geführt wird. Die folgenden Angaben ersetzen nicht die rechtsverbindliche Auskunft der Denkmalschutzbehörde.
 Die Liste gibt den Fortschreibungsstand vom 28. Juni 2018 wieder und umfasst zwanzig Baudenkmäler.

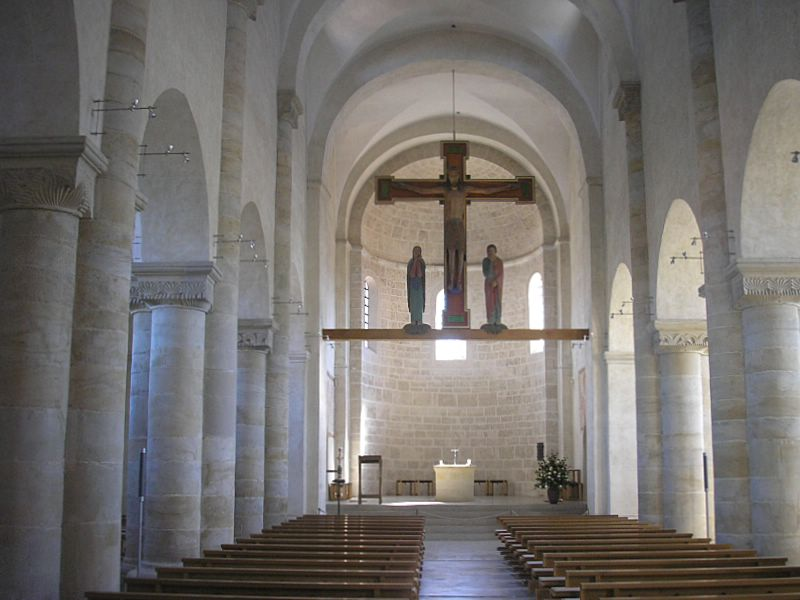
Basilika St. Michael in Altenstadt

## Baudenkmäler nach Ortsteilen

### Altenstadt
| Lage                                          | Objekt                                                                   | Beschreibung | Akten-Nr.              | Bild                                                                     |
| --------------------------------------------- | ------------------------------------------------------------------------ | --- | ---------------------- | ------------------------------------------------------------------------ |
| Am Bichl 1 (Standort)                         | Ehemaliger Kleinbauernhof                                                | Zweigeschossiger Einfirsthof mit Flachsatteldach, Mittertenne und Hakenschopf, zweite Hälfte 18. Jahrhundert. | D-1-90-111-3 Wikidata  | Ehemaliger Kleinbauernhof                                                |
| Burglachbergstraße 9 (Standort)               | Kapelle, ehemalige Hofkapelle Ranz und Leichenhaus                       | Einschiffiger Putzbau mit eingezogenem Polygonalchor und Fassadenturm mit Spitzhelm, letztes Drittel 17. Jahrhundert; mit Ausstattung. | D-1-90-111-2 Wikidata  | Kapelle, ehemalige Hofkapelle Ranz und Leichenhaus                       |
| Burglachbergstraße 12 (Standort)              | Ehemaliges Feuerwehrhaus                                                 | Erdgeschossiger Putzbau mit weit vorkragendem Krüppelwalmdach und Fachwerk-Kniestock, 1903, verbretterter Schlauchturm in Fachwerkbauweise 1933/34. | D-1-90-111-23          | Ehemaliges Feuerwehrhaus                                                 |
| Beim Haus Burglachbergstraße 28 (Standort)    | Sühnekreuz                                                               | Spätmittelalterliches Tuffsteinkreuz | D-1-90-111-13 Wikidata | Sühnekreuz                                                               |
| Burglachbergstraße 30 (Standort)              | Ehemalige Flak-Artillerieschule                                          | Locker um Appellplatz gruppierte Anlage aus überwiegend ein- bis zweigeschossigen massiven Satteldachbauten, von Luftwaffenbauverwaltung mit Robert Roskothen, 1937–40. Ehemalige Messhalle, über U-förmigem Grundriss errichteter, steil geböschter zwei- bis dreigeschossiger Massivbau mit Flachdach und Fensterbändern, Dach nach 1955 erneuert; ehemaliges Baubüro, mehrflügeliger eingeschossiger Massivbau mit Satteldach; Mannschaftsgebäude, langgestreckter, leicht gekrümmter zweigeschossiger Massivbau mit Satteldach und Eingangsrisaliten, mit Bauplastik der 1950er-Jahre; Wach- und Stabsgebäude, zweigeschossiges, turmartiges Eckgebäude mit Zeltdach, Tuffsteingliederung und -arkadengang, westlich das Stabsgebäude als eingeschossiger Massivbau mit Satteldach; an Stabsgebäude anschließende, eingeschossige, atriumausbildende Mannschaftsgebäude mit Satteldach; kammartige Mannschaftsgebäude, zweigeschossige Satteldach-Massivbauten mit eingeschossigen Nebenflügeln; Wirtschaftsgebäude, eingeschossiger massiver Satteldachbau mit drei Nebenflügeln; mit Einfriedung; bronzenes Reiterstandbild, 1960 von Anton Hiller; Fallschirmjägerehrenmal, 1966; Löwenskulptur, nach 1955. | D-1-90-111-21 Wikidata | Ehemalige Flak-Artillerieschule                                          |
| Marienplatz 2 (Standort)                      | Kriegerdenkmal zur Erinnerung an den Deutsch-Französischen Krieg 1870/71 | Obelisk auf hohem Postament, Granit, letztes Viertel 19. Jahrhundert. | D-1-90-111-25          | Kriegerdenkmal zur Erinnerung an den Deutsch-Französischen Krieg 1870/71 |
| Marienplatz 2 (Standort)                      | Mariensäule                                                              | Mondsichelmadonna aus Kalkstein auf hoher Säule mit Postament, um 1880/90, Brunnenbecken erneuert. | D-1-90-111-24          | Mariensäule                                                              |
| Molkereiweg 2; St.-Lorenz-Straße 2 (Standort) | Ehemaliges Doppelbauernhaus („beim Schusternazi“ bzw. „Henri“)           | Zweigeschossiger Einfirsthof mit flachem Satteldach und verbrettertem Giebel, verschalter bzw. verputzter Ständerbau, dendrochronologisch datiert auf 1607. | D-1-90-111-5 Wikidata  | Ehemaliges Doppelbauernhaus („beim Schusternazi“ bzw. „Henri“)           |
| Mühlenweg 3 (Standort)                        | Ehemalige Mühle, sogenannte Innere Mühle                                 | Zweigeschossiger Mittertennbau mit flachem Satteldach, verputzter Massivbau, bezeichnet mit „1798“; Stadel, verbretterter Rechteckbau mit Satteldach, gleichzeitig. | D-1-90-111-6 Wikidata  | Ehemalige Mühle, sogenannte Innere Mühle                                 |
| Schongauer Straße 8, am Ostgiebel (Standort)  | Hauskreuz                                                                | Fast lebensgroßes Kruzifix, Holz, zweite Hälfte 16. Jahrhundert. | D-1-90-111-10 Wikidata | Hauskreuz                                                                |
| St.-Lorenz-Straße 6 (Standort)                | Ehemaliges Bauernhaus                                                    | Zweigeschossiger Einfirsthof mit flachem Satteldach und Mittertenne, zum Teil verputzter Ständerbau, 18. Jahrhundert, Umbau der Ökonomie um 1900. | D-1-90-111-7 Wikidata  | Ehemaliges Bauernhaus                                                    |
| St.-Lorenz-Straße 28 (Standort)               | Ehemalige Kirche St. Lorenz, jetzt Wohnhaus                              | Ehemals einschiffiger Tuffsteinquaderbau mit eingezogener Apsis, Ende 12. Jahrhundert, Dachwerk 1564 (dendrochronologisch datiert), 1812 Abbruch des Chores und Umgestaltung. | D-1-90-111-8 Wikidata  | Ehemalige Kirche St. Lorenz, jetzt Wohnhaus                              |
| St.-Michael-Straße 2 (Standort)               | St. Michael                                                              | Katholische Pfarrkirche, seit 1966 päpstliche Basilica minor, dreischiffige, vollständig eingewölbte Basilika mit drei parallelen Apsiden und Chorflankentürmen über Seitenschiffsjochen, Tuffsteinquaderbau mit sparsamer Gliederung durch Lisenen und Rundbogenfriese mit Deutschem Band, dendrochronologisch datiert auf 1177 bis „vor 1220“ (bezeichnet), 1583 Aufsteilung der Seitenschiffsdächer; mit Ausstattung: Taufbecken u. a.; spätmittelalterliche Kirchhofmauer, mit romanischer Arkade. | D-1-90-111-1           | weitere Bilder                                                           |
| Winterscheidstraße 21 (Standort)              | Ehemalige Mühle, sogenannte Äußere Mühle                                 | Zweigeschossiger Putzbau mit steilem Satteldach, bezeichnet mit „1805“. | D-1-90-111-12 Wikidata | Ehemalige Mühle, sogenannte Äußere Mühle                                 |

### Schwabniederhofen
| Lage                                                                                | Objekt                                  | Beschreibung | Akten-Nr.              | Bild                                    |
| ----------------------------------------------------------------------------------- | --------------------------------------- | --- | ---------------------- | --------------------------------------- |
| Burgstraße 1 (Standort)                                                             | Katholische Pfarrkirche Heilig Kreuz    | Verputzter Saalbau mit stark eingezogenem Polygonalchor und nördlichem Chorwinkelturm, im Kern spätgotisch, Ende 18. Jahrhundert und 1892/93 umgestaltet; mit Ausstattung. | D-1-90-111-14 Wikidata | Katholische Pfarrkirche Heilig Kreuz    |
| Hohenfurcher Straße 3 (Standort)                                                    | Zwei Hausfiguren des 18. Jahrhunderts   | | D-1-90-111-17 Wikidata | Zwei Hausfiguren des 18. Jahrhunderts   |
| Hohenfurcher Straße 9 (Standort)                                                    | Ehemaliger Bauernhof                    | Zweigeschossiger Hakenhof mit Satteldach und neubarocker Wandgliederung, Anfang 20. Jahrhundert.                                                                           | D-1-90-111-16 Wikidata | Ehemaliger Bauernhof                    |
| Kapellental (Standort)                                                              | Wegkapelle heiliger Ignatius von Loyola | Schlichter Rechteckbau mit Dachreiter, Anfang 19. Jahrhundert. | D-1-90-111-15 Wikidata | Wegkapelle heiliger Ignatius von Loyola |
| Nähe Lindenweg (Standort)                                                           | Wegkreuz                                | Im historisierenden Stil mit großem Korpus, Stein, Ende 19. Jahrhundert.                                                                                                   | D-1-90-111-20 Wikidata | Wegkreuz                                |
| Oberer Anger, 470 Meter südsüdostwärts der Pfarrkirche, Nähe Römerstraße (Standort) | Sühnekreuz aus Tuffstein                | Spätmittelalterlich. | D-1-90-111-18 Wikidata | weitere Bilder                          |

## Ehemalige Baudenkmäler
In diesem Abschnitt sind Objekte aufgeführt, die früher einmal in der Denkmalliste eingetragen waren, jetzt aber nicht mehr. Objekte, die in anderem Zusammenhang – also z. B. als Teil eines Baudenkmals – weiter eingetragen sind, sollen hier nicht aufgeführt werden. Aktennummern in diesem Abschnitt sind ehemalige, jetzt nicht mehr gültige Aktennummern.

| Lage                             | Objekt                    | Beschreibung            | Akten-Nr.             | Bild |
| -------------------------------- | ------------------------- | ----------------------- | --------------------- | ---- |
| Burglachbergstraße 16 (Standort) | Schmiedeeiserner Ausleger | Anfang 18. Jahrhundert. | D-1-90-111-4 Wikidata | BW   |